# Frankie Trumbauer
Frankie Trumbauer (Carbondale, 1901. május 30. – Kansas City, 1956. június 11.) amerikai szaxofonos, zeneszerző.

## Pályafutása
Frankie Trumbauer az 1920-as és 1930-as évek egyik vezető jazzszaxofonosa volt. Első számú hangszere a C-melody szaxofon volt, ami mind méretében és mind hangmagasságában ma már ritka hangszer. Emellett altszaxofonon, fagotton, klarinéton és számos más hangszeren is játszott.
Frankie Trumbauer több közép-nyugati tánczenekarban kezdett játszani. Később a Jean Goldkette Orchestra vezetője lett.
Trumbauer és Bix Beiderbecke karrierje összefonódott. Együtt játszottak Jean Goldkette zenekarában, és számos nagy hatású felvételt készítettek együtt.
Trumbauer kifinomult szaxofondallamok zeneszerzője, az 1920-as és 1930-as évek jelentős dzsessz-zenekarainak vezetője  volt. 1927-ben Bix Beiderbecke-kel és Eddie Langgal készült „Singin' the Blues” című felvétele 1977-ben bekerült a Grammy Hírességek Csarnokába. Fontosabb felvételei között szerepel a „Crazy Kat”, „Red Hot”, „Plantation Moods”, „Trumbology, "Tailspin", "Singin' the Blues", "Wringin' an' Twistin" és a „For No Reason at All in C”, valamint a Georgia on My Mind (1931).
Trumbauert az 1920-as és 1930-as évek egyik legbefolyásosabb és legjelentősebb  szaxofonosaként emlegetik, aki különösen nagy hatással volt Lester Youngra. Emlékeznek rá a Bix Beiderbecke-vel való együttműködése miatt is, akivel az 1920-as évek végének  leginnovatívabb dzsesszlemezeit hozta létre.
Trumbauer 1932-ig Paul Whitemannel dolgozott, amikor is otthagyta, hogy megalapítsa saját zenekarát. 1933-ban újra csatlakozott Whitemanhez. Az 1930-as években  Jack Teagardennel játszott, majd saját zenekarát vezette Kaliforniában. A második világháború alatt otthagyta a zenei szakmát, és tesztpilótaként dolgozott. A háború után az NBC Orchestrában játszott, és a Polgári Repülési Hatóságnál dolgozott. Élete hátralévő részében csak alkalmanként játszott.
Szerepelt Ken Burns 2001-es „Jazz” című dokumentumfilmjében.

## Kompozíciói
- Trumbology (1927)
- Plantation Moods with David Rose
- Red Hot, Wringin' an' Twistin' (+ Fats Waller)
- Barbed Wire Blues
- Troubled
- I Like That
- Bass Drum Dan
- Break it Down
- I'm Glad
- Choo Choo
- Sun Spots
- Eclipse
- Meteor
- Krazy Kat ( + Chauncey Morehouse)
- G Blues
- Tailspin ( + Jimmy Dorsey)
- Crying All Day
- Loved One
- Apple Blossoms & Joe Venuti, Lennie Hayton, Eddie Lang
- Three Blind Mice (+ Chauncey Morehouse)
- The Mayor of Alabam'
- Flight of a Haybag
- Cinderella's Wedding Day
- Runnin' Ragged
- For No Reason at All in C (+ Bix Beiderbecke; 1927)

## Díjak
- Grammy Hall of Fame

## Filmek
2001: „Jazz” – Ken Burns dokumentumfilmje